# Le Portement de Croix (Brueghel)
Pour les articles homonymes, voir Portement de croix (homonymie).
Le Portement de Croix est un tableau peint par Pieter Brueghel l'Ancien en 1564. Conservée au musée d'histoire de l'art de Vienne à Vienne, cette peinture à l'huile traite d'un thème pictural fréquent dans l'iconographie chrétienne, la Montée au calvaire.

## Histoire
Deuxième plus grande toile de Brueghel, elle fait partie des seize tableaux commandés par son ami Niclaes Jonghelinck pour sa propriété de campagne fortifiée située dans les environs d'Anvers. Peinte en 1564, elle est une des nombreuses œuvres de l'artiste qui sont collectionnées très tôt par deux Habsbourg, l'archiduc Ernest qui gouverne les Pays-Bas au sein du Saint-Empire romain germanique et son frère l'empereur Rodolphe II, le tableau étant enregistré en 1604 dans les collections de ce dernier dans son château de Prague. Il est transféré à Vienne, avant que Napoléon ne charge Denon, directeur du musée Napoléon, de la réquisitionner en 1809 pendant la campagne d'Allemagne et d'Autriche. Le tableau est finalement récupéré par l'empire d'Autriche en 1815.
|                                                              |
| Le Portement de croix attribué à Pieter Aertsen (vers 1530). |

|                                                 |
| La Montée au calvaire d'Henri Bles (vers 1536). |

|                                                                            |
| La Montée au calvaire attribuée au Monogrammiste de Brunswick (vers 1535). |

## Description
Le tableau représente un vaste paysage peuplé de plus de 500 personnages (notables, marchands, paysans, ouvriers agricoles et urbains, clercs, moines, fonctionnaires, soldats, artisans, mendiants, gitans…) qui, pour la plupart, vont de la ville fortifiée au fond à gauche vers le Golgotha au fond à droite. Il associe deux thèmes fort répandus. Il s'agit d'une part du Portement, ayant déjà inspiré à Jan van Eyck la composition de vastes paysages et, de l'autre, d'une anticipation de la Déploration, figurée en plan rapproché sur un mode plus intimiste. Tous deux sont noyés dans une multitude de personnages accessoires faisant l'objet d'un travail de création aussi attentif que les scènes chrétiennes elles-mêmes. 
| |
| Le moulin à vent bizarrement perché sur un rocher irréel est surplombé par une nuée d'étourneaux. Le meunier a interrompu son travail pour observer le convoi. |

| |
| Un cortège, encadré par des cavaliers vêtus de rouge, suit la charrette des condamnés qui transporte les deux larrons livides. |

|                                                                |
| Des soldats arrachent Simon le réticent à sa femme maugréante. |

| |
| Groupe de la Pâmoison composé de quatre personnages drapés de costumes gothiques : entourés par deux Saintes Femmes (Marie de Cléophas à gauche, Marie Madeleine à droite) l'apôtre Jean soutient la Vierge Marie qui se pâme. |

| |
| Golgotha avec le grouillement de la foule en cercle appâtée par le supplice. Les deux croix des larrons sont déjà plantées, un homme creuse le trou pour implanter celle de Jésus. |

|                                                           |
| Gibets, roues de supplice et corbeaux associés à la mort. |

| |
| Au pied de l’arbre de la roue de supplice, deux témoins méditent (l'un en larmes, identifié parfois comme Jonghelinck, l'autre en retrait coiffé d'une calotte, pouvant être un autoportrait du peintre). |

| |
| Deux paysannes qui portent respectivement sur leurs têtes une jarre et un ballot de linge, retournent en ville en enjambant des ornières. |

| |
| La Jérusalem flamande : l'entrée de la ville est précédée d'une barbacane ; le grand temple octogonal surmonté d'une coupole évoquerait le Temple de Jérusalem, en accord avec la tradition iconographique. |

## Analyse
Selon le critique d'art Michael Gibson (en), le tableau est traversé de trois principales lignes de force circulaires. Le premier cercle est souligné par les murs de la ville, le second, plus petit, est dessiné par la foule sur le Golgotha. Le troisième, moins apparent, est figuré par le mouvement tournant de la foule qui va de l'un à l'autre. Le moulin, perché sur le piton rocheux jailli des entrailles de la terre, « sert de moyeu à ce vaste manège ».  
La minutie de la composition et la profusion de motifs de figures les plus variés, évoquent une miniature de grande ampleur dans laquelle l'artiste parvient à représenter des détails d'une précision stupéfiante tout en les combinant à une grande profondeur de champ. Dès l'époque de Brueghel, cette trouvaille picturale témoige d'une volonté de se mesurer aux anciens maîtres. La rhétorique et la théorie de l'art ont appelé de telles interprétations Æmulatio (une nouvelle création inspirée par plusieurs
prototypes).

## Au cinéma
Le film Bruegel, le Moulin et la Croix du réalisateur polonais Lech Majewski fait revivre la journée d'une douzaine de personnages extraits du tableau. Des techniques numériques et de véritables acteurs animent la toile pour en faire un tableau vivant.